# Kornice
Kornice är en ort i Tjeckien.   Den ligger i regionen Pardubice, i den östra delen av landet, 140 km öster om huvudstaden Prag. Kornice ligger 365 meter över havet och antalet invånare är 151.
Terrängen runt Kornice är platt åt nordväst, men åt sydost är den kuperad. Runt Kornice är det ganska tätbefolkat, med 80 invånare per kvadratkilometer. Närmaste större samhälle är Litomyšl, 2,8 km söder om Kornice. Trakten runt Kornice består till största delen av jordbruksmark.